# Electroshock (luchador)
Edgar Luna Pozos (Torreón, Coahuila; 22 de abril de 1970) es un luchador profesional y artista marcial mixto mexicano, más conocido bajo el nombre de Electroshock ó Mr Electro, que ha usado mientras trabaja en la empresa de lucha libre Asistencia Asesoría y Administración. Es una vez campeón mundial al haber ganado una vez el Megacampeonato de AAA.

## Primeros años
Edgar Pozos nació en la ciudad de Torreón el 22 de abril de 1970, aunque de pequeño se crío en la Ciudad de México. Un gran fanático de la lucha libre, a menudo a combates de como el Toreo de Cuatro Caminos, uno de los lugares de lucha más populares a principios de los años 1980. Pozos combinó su entrenamiento de culturismo con la lucha libre, con la esperanza de convertirse algún día en un luchador profesional. Para obtener una licencia de luchador tuvo que luchar en un combate de prueba, dejando gratas impresiones.

## Carrera como luchador profesional

### Asistencia Asesoría y Administración (1997-2003, 2006-2016)

#### Primera etapa
Electroshock rápidamente pasó a formar parte de un grupo llamado Los Vipers, un grupo liderado por Cibernético y que además estaba integrado por Abismo Negro, Psicosis II, Histeria, Mosco de la Merced y Maniaco. El grupo pronto se convirtió en los principales rudos de AAA, reforzado por varios títulos ganados, incluidos Electroshock y Abismo Negro formando equipo para derrotar a Perro Aguayo y Perro Aguayo Jr. por el Campeonato Nacional en Parejas el 2 de mayo de 1999. A finales de ese año, Los Vipers comenzaron a pelear entre ellos y Abismo Negro intentó tomar el control del grupo. Esto llevó a que Abismo Negro se separara para formar Los Vipers Extreme junto con Electroshock, Pentagón, Shiiba, Cuervo y Mini Abismo Negro. El 7 de noviembre de 1999, Electroshock y Abismo Negro perdieron el título de Parejas Nacionales ante Hator y Panther. Las facciones de Los Vipers se unieron nuevamente a principios de 2000 sin mucha resolución a la tensión entre Abismo Negro y Cibernético. La unidad permitió a Electroshock y Abismo Negro concentrarse en recuperar los títulos, hazaña que lograron el 7 de mayo de 2000 derrotando a Hator y Panther. 
El equipo sólo mantuvo el título durante 63 días antes de perder los cinturones ante el dúo de Perro Aguayo Jr. y Héctor Garza. En el otoño de 2000, Electroshock viajó a Japón para trabajar para Michinoku Pro Wrestling, específicamente para participar en su torneo Futaritabi Tag Team League 2000l, y se asoció con Pentagón para ganar 9 puntos en el torneo. Sin embargo, el equipo mexicano perdió ante los japoneses Tiger Mask y Gran Hamada en la final el 3 de noviembre. Durante los siguientes años, Electroshock se separó de los otros miembros de Los Vipers y eligió formar equipo más a menudo con su hermano que trabajaba para AAA bajo el nombre de Charly Manson. 
El 8 de junio de 2001, Electroshock derrotó a Heavy Metal para ganar el Campeonato Mundial de Peso Semipesado de la UWA, título que mantendría durante cuatro a cinco meses. El 15 de junio de 2001, Electroshock derrotó a Héctor Garza para ganar el Campeonato Nacional de Peso Semicompleto, que mantendría con varias defensas exitosas hasta perderlo ante Perro Aguayo Jr., terminando su reinado de 310 días. Además, él y Chessman ganaron los Títulos de Parejas dejando un reinado de 427 días antes de ser destronados por La Parka y Máscara Sagrada. 
Después de la lucha por el título, ambos luchadores tuvieron una rivalidad cuya historia involucraría a la esposa de Electroshock, Lady Apache, y a la novia de Chessman, Tiffany. La historia entre los dos equipos mixtos fue la fuerza impulsora detrás de la creación del Campeonato Mundial en Parejas Mixto de AAA. El 15 de junio de 2003, como parte de Triplemania XI, Electroshock y Lady Apache derrotaron a Chessman y Tiffany, Gran Apache y Faby Apache, y El Brazo y Martha Villalobos en una lucha a cuatro bandas para convertirse en los campeones inaugurales en parejas mixtas. El equipo mantuvo el título hasta el 16 de septiembre de 2003, cuando Chessman y Tiffany les ganaron los cinturones. La historia entre las dos parejas llegó a su conclusión en el evento Rey de Reyes de 2004, donde los dos equipos se enfrentaron en un Parejas Suicida donde el equipo perdedor se vería obligado a luchar entre sí según las reglas de Luchas de Apuestas. Electroshock y Lady Apache perdieron y Electroshock posteriormente cubrió a Lady Apache en su partido. Después del partido, Electroshock se disculpó por inmovilizar a su esposa y luego se afeitó el cabello en lugar de obligar a Lady Apache a afeitarse. 
Siguiendo la historia con Chessman, Electroshock comenzó una historia con su propio hermano, reconociendo públicamente que eran hermanos por primera vez. Los dos se enfrentaron en un partido individual en Triplemanía XII donde el perdedor se vería obligado a retirarse. Manson ganó el combate, pero Lady Apache le suplicó que no obligara a Electroshock a retirarse, sino que le afeitara el pelo. Después de considerarlo un poco, Manson aceptó y se afeitó el cabello, y Electo Shock se afeitó voluntariamente el suyo en señal de simpatía. En 2006, Electroshock dejó brevemente AAA y luchó para CMLL como "Electro", pero regresó a AAA después de sólo unos pocos combates con CMLL. 

#### Segunda etapa
Tras su breve salida de AAA, Electroshock pasó a formar parte de La Legión Extranjera de Konnan, en un feudo con un grupo de Leales AAA. En 2006 Charly Manson, Chessman y Cibernético se volvieron técnicos y formaron un grupo llamado Los Hell Brothers. En el evento de Homenaje a Antonio Peña, formó equipo con Abismo Negro y El Zorro para vencer a Chessman, Cibernético y El Intocable en el evento principal. El éxito de La Legión continuó cuando Electroshock, Bobby Lashley y Kenzo Suzuki derrotaron a Chessman, La Parka y Silver King en uno de los eventos destacados. En el Homenaje a Antonio Peña de la edición 2008, Electroshock, Konnan, Rellik y Suzuki derrotaron al Team AAA (Latin Lover, Octagón, La Parka & Super Fly) en una lucha eliminatoria en jaula de acero donde La Legión ganó el control de AAA. En los meses siguientes, Electroshock apareció más a través de la "historia de Takeover", una exposición que también lo llevó a clasificarse para el torneo Rey de Reyes de 2009. Sobrevivió a Octagón, Super Fly y Nicho El Millonario para clasificarse a la final y superó en una lucha a cuatro bandas a La Parka, King y Latin Lover para convertirse en el Rey de Reyes. La larga historia de "AAA vs. La Legión" llegó a su fin en Triplemania XVII donde La Legión y Teddy Hart cayeron derrotados ante el "Equipo AAA" (El Hijo del Santo, La Parka, Vampiro, Octagón & Jack Evans) en un combate de Jaula de Acero con el control de AAA en juego. Después de la derrota, Konnan fue despedido por el propietario de AAA, Joaquín Roldán, y La Legión se disolvió.
Luego de la victoria de Dr. Wagner Jr. en Triplemania XVII, se formó un grupo compuesto por él, Electroshock, Silver King y Último Gladiador, tomando el nombre de Los Wagnermaniacos. En Verano de Escándalo de 2009, Electroshock, Silver King y Último Gladiador se unieron para derrotar a La Parka, Marco Corleone y Octagón. En Héroes Inmortales III, Electroshock salió a tomar el lugar de su hermano Charly Manson en la lucha ante Chessman, a quien no pudo derrotar y después le afeitaron la cabeza hasta dejarlo completamente calvo, asumiendo la pérdida que originalmente estaba previsto que sufriera su hermano. En Guerra de Titanes, Los Wagnermaniacos perdieron ante El Elegido, Extreme Tiger y Pimpinela Escarlata. 
A principios de 2010, Electroshock declaró que como él era el Rey de Reyes, merecía participar en la pelea por el título con El Mesías programada para el evento Rey de Reyes de 2010, un comentario que generó animosidad entre Electroshock y el Dr. Wagner. Jr. El 12 de marzo, Electroshock sometió a Mr. Anderson en el evento principal del Rey de Reyes 2010, ganando así el Megacampeonato AAA sin llegar a derrotar al campeón El Mesias. Después del combate, Dr. Wagner, Jr. y los otros Wagnermaniacos subieron al ring para felicitar a Electroshock, aparentemente poniendo fin a cualquier preocupación sobre la animosidad en el grupo. Posteriormente, Dr. Wagner, Jr. le pidió una pelea por el título, una solicitud que Electroshock rechazó, lo que llevó a una pelea entre los dos, poniendo fin a la asociación de Electroshock con Los Wagnermaniacos.
En un programa posterior, Silver King (hermano del Dr. Wagner, Jr.) interfirió en una pelea entre los dos atacando a su hermano, poniéndose del lado de Electroshock. Silver King declaró que eligió la amistad sobre la familia y que estaba del lado de Electroshock en la historia. Los dos, junto con Último Gladiador, se hicieron conocidos como Los Maniacos; por su parte Dr. Wagner Jr. continuó Los Wagnermaniacos con Pimpinela Escarlata y Octagón para igualar la balanza. El 26 de abril de 2010, AAA confirmó en su sitio web que Electroshock defendería el título contra Dr. Wagner Jr. En el período previo a la lucha por el título, los dos se enfrentaron en una Steel Cage el 19 de mayo, un combate que ganó Electroshock con la ayuda de King y Gladiador. El 6 de junio, en Triplemanía XVIII, Electroshock perdió el Mega Campeonato AAA ante Dr. Wagner, Jr. Después de perder el título, comenzó a tener un feudo con Heavy Metal. En septiembre de 2010, Silver King y Último Gladiador anunciaron que se unirían a La Sociedad, y aunque Electroshock no hizo ningún anuncio oficial sobre si los seguiría o no, aceptó representar al grupo en Héroes Inmortales IV para poder tener en sus manos a Heavy. Metal. En el evento, Electroshock, El Zorro, Hernández y LA Park fueron derrotados por Heavy Metal, La Parka, Dark Ozz y Dark Cuervo en un combate eliminatorio en jaula de acero. El 14 de noviembre de 2010, Electroshock anunció oficialmente que no formaba parte de La Sociedad e instó a Silver King y Último Gladiador a abandonar el grupo. En el evento del 18 de noviembre en Naucalpan, una vez más rechazó una oferta para unirse a La Sociedad y, como resultado, fue derrotado por King, Gladiador y La Milicia, convirtiéndolo en técnico en el proceso. 
Cuando Heavy Metal regresó de su lesión el 4 de febrero de 2011, él y Electroshock entraron en una serie Best of Five, y al perdedor le afeitaron el pelo. El quinto combate, un combate Two Out of Three Falls Bull Terrier, tuvo lugar el 18 de marzo en Rey de Reyes, donde Heavy Metal salió victorioso tras un golpe de guitarra. Después del combate, tanto Electroshock como Heavy Metal fueron atacados por miembros de La Sociedad, formalizando su unión. El 18 de junio en Triplemanía XIX, Electroshock, Heavy Metal y Joe Líder derrotaron a Silver King, Último Gladiador y Chessman en una lucha de mesas, sillas y escaleras. El 9 de octubre en Héroes Inmortales, Electroshock derrotó a otros ocho participantes para ganar la Copa Antonio Peña. 
El 5 de agosto de 2012, en Triplemanía XX, Electroshock hizo equipo con L.A. Park como el Team Joaquín Roldán en un combate Cabellera contra Cabellera, donde se enfrentaron al Team Dorian Roldán (Jeff Jarrett & Kurt Angle), con los cabellos de los Roldán. en la línea. Electroshock ganó la lucha para su equipo al inmovilizar a Angle, lo que obligó a Dorian a afeitarse la cabeza. Sin embargo, los rudos dominaron a los técnicos y raparon a Joaquín. El 8 de diciembre de 2013, en Guerra de Titanes, Electroshock recibió su primera oportunidad por el Campeonato Latinoamericano de AAA, pero no pudo destronar al campeón defensor, Blue Demon Jr. El 17 de agosto de 2014, en Triplemanía XXII, Electroshock perdió la cabellera ante su compañero técnico El Mesías en una jaula de acero de seis vías Lucha de Apuestas.

### Circuito independiente (2016-presente)
Como independiente, hace su debut en la empresa MDA, posteriormente hace una aparición en la IWRG Arena Naucalpan, lanzando retos e insultos al luchador Dany Casas.
En IWRG Arena Naucalpan, comienza una rivalidad con el luchador Máscara Año 2000 Jr. Fue a este luchador a quien arrebató el campeonato de peso completo IWRG. Sería Máscara Año 2000 Jr con quién perdería la cabellera el domingo 17 de julio.

### Regreso a la AAA (2018)
El 26 de junio en la conferencia de prensa, Electroshock hace su regreso a la empresa AAA representándose como parte de la Liga Elite. El 21 de julio en AAA vs. ELITE, Electroshock hace equipo con L.A. Park y Puma King como representantes de Elite derrotando al equipo de AAA (Psycho Clown, El Hijo del Fantasma y Rey Wagner).

## Carrera como artista marcial mixto
El 5 de mayo de 2003, Pozos inició una carrera en artes marciales mixtas (MMA) en la organización japonesa DEEP, enfrentándose a Hikaru Sato. Perdió la pelea por sumisión en el segundo asalto. Su siguiente pelea fue tres años más después ante Tomas Alvarado el 25 de marzo de 2006 en el evento Vallarta Extremo 1, consiguiendo su primera victoria por sumisión en el primer asalto.
Al año siguiente, Pozos pasó por una racha negativa en sus 4 peleas en la promoción MMA Extreme, con tres derrotas y una victoria. Después, fue a Cage of Combat, donde tuvo una pelea contra Hajime Ohara a finales de 2009, siendo sometido con una guillotina en el primer asalto. En enero de 2010, obtuvo un nuevo triunfo al derrotar a Nestor Martínez con una sumisión en el segundo asalto. Posteriormente en febrero, cosechó otra victoria con una sumisión, esta vez ante Jack Lancer en el primer asalto en lo que fue su última pelea como artista marcial mixto.

## Campeonatos y logros
- Asistencia Asesoría y Administración
  - Megacampeonato de AAA (1 vez)
  - Campeonato Mundial en Parejas Mixto de AAA (1 vez) - con Lady Apache
  - Rey de Reyes (2009)

- Comisión de Box y Lucha Libre México D.F.
  - Mexican National Tag Team Championship (2 veces) - con Abismo Negro (1), Chessman (1)
  - Mexican National Light Heavyweight Championship (1 vez)

- International Wrestling Revolution Group
  - Campeonato Intercontinental de Peso Completo de IWRG (2 veces)

- Universal Wrestling Association
  - UWA World Light Heavyweight Championship (1 vez)

- Pro Wrestling Illustrated
  - Situado en el N.º 254 en los PWI 500 del 2009
  - Situado en el N.º 57 en los PWI 500 del 2010

## Récord en artes marciales mixtas
| Récord profesional | Récord profesional | Récord profesional |
| 9 peleas           | 4 victorias        | 5 derrotas         |
| ------------------ | ------------------ | ------------------ |
| Nocaut             | 4                  | 2                  |
| Sumisión           | 0                  | 3                  |

| Resultado | Récord | Oponente        | Método                      | Evento                          | Fecha                   | Ronda | Tiempo | Localización     | Notas |
| --------- | ------ | --------------- | --------------------------- | ------------------------------- | ----------------------- | ----- | ------ | ---------------- | ----- |
| Victoria  | 4–5    | Jack Lancer     | Sumisión (armbar)           | Cage of Combat 3: San Vale Tudo | 13 de febrero de 2010   | 1     | 1:47   | Torreón          |       |
| Victoria  | 3–5    | Nestor Martinez | Sumisión (armbar)           | Cage of Combat 2: Battleground  | 23 de enero de 2010     | 2     | 2:02   | Toluca           |       |
| Derrota   | 2–5    | Hajime Ohara    | Sumisión (guillotine choke) | Cage of Combat 1                | 26 de diciembre de 2009 | 1     | 2:04   | Veracruz         |       |
| Derrota   | 2–4    | Joe Atoe        | KO                          | MMA Extreme 17                  | 15 de diciembre de 2007 | 1     | 2:10   | Honduras         |       |
| Derrota   | 2–3    | Abdias Irisson  | KO                          | MMA Extreme 14                  | 13 de octubre de 2007   | 1     | 1:02   | Honduras         |       |
| Victoria  | 2–2    | Arthur Bart     | Sumisión (armbar)           | MMA Extreme 10                  | 3 de febrero de 2007    | 2     | 2:02   | Santo Domingo    |       |
| Derrota   | 1–2    | Mazada Matsuki  | Sumisión (guillotine choke) | MMA Extreme 8                   | 3 de febrero de 2007    | 3     | 0:00   | Santo Domingo    |       |
| Victoria  | 1–1    | Tomas Alvarado  | Sumisión (guillotine choke) | Vallarta Extremo 1              | 25 de marzo de 2006     | 1     | 2:10   | Ciudad de México |       |
| Derrota   | 0–1    | Hikaru Sato     | Sumisión (heel hook)        | Deep: 9th Impact                | 5 de mayo de 2003       | 2     | 0:57   | Tokyo            |       |